# John Baker
John Randal Baker, F.R.S. (Woodbridge, 23 de outubro de 1900 – 8 de junho de 1984) foi um biólogo inglês.

## Biografia
John Randal Baker nasceu em 23 de outubro de 1900 em Woodbridge, neto de Archibald Alison por parte de mãe. Recebeu seu doutorado na Universidade de Oxford em 1927, onde acabou se tornando Leitor Emérito de citologia. Cofundou em 1940 com Michael Polanyi a Sociedade Para a Liberdade da Ciência, pioneira em promover a liberdade de cátedra. Em março de 1958, foi eleito Membro da Royal Society. Sua carreira foi principalmente dedicada à biologia, mas seu livro mais notável foi Race (1974), conhecido por usar tardiamente termos clássicos da antropologia fenotípica, e alvo de críticas as mais variadas. Faleceu em 8 de junho de 1985.